# Jayce et les Conquérants de la lumière
Jayce et les Conquérants de la lumière (Jayce and The Wheeled Warriors) est une série télévisée d'animation franco-américano-canado-japonaise en 65 épisodes de 22 minutes, créée par Jean Chalopin et Haskell Barkin.
Aux États-Unis, la série est diffusée entre le 1er septembre 1985 et le 1er mai 1986 en syndication. En France, elle est diffusée à partir du 9 septembre 1985 sur TF1 dans l'émission Salut les petits loups et rediffusée dans les années 1980, 1990, 1999 et 2022 sur TF1, La Cinq, TMC Monte Carlo, Mangas, NT1 et 6ter.

## Synopsis
Lors d'expériences destinées à trouver de nouvelles plantes capables de vaincre la famine dans l'univers, le biologiste Audric crée par erreur les Monstroplantes, espèces mi-végétales, mi-animales, dotées d'intelligence et habitées par la Lumière Noire.
Afin de les exterminer, deux racines doivent être réunies : l'une est en sa possession, l'autre détenue par son fils Jayce. Ce dernier, aidé de ses amis, les Conquérants de la lumière (Flora, Oon l'écuyer, Gillian le magicien, Herc le navigateur, Brock le poisson volant), part à la recherche de son père qui s'est enfui, tout en combattant les Monstroplantes et leur chef, Diskor.

## Voix françaises
- Gilles Laurent : Jayce
- Gilles Tamiz : Oon
- Daniel Gall dans les premiers épisodes puis Gilles Guillot : Herc
- René Bériard : Gillian
- Pierre Garin : Diskor
- Jean-Claude Balard : Audric
- Séverine Morisot : Flora
- Isabelle Ganz (trois épisodes) : Flora
- Barbara Tissier (trois épisodes) : Flora
- Roger Lumont : Vantu
- Christian Pelissier : voix additionnelles

## Épisodes
Source Animeguide.com
1. L'Évasion
2. Les Croisés d'argent
3. Le Vaisseau fantôme
4. Flora, la faune et les Monstroplantes
5. Une jungle galactique
6. Le Futur du futur
7. Feu et Glace
8. La Princesse endormie
9. La Planète Kyros
10. Une réunion mortelle
11. La Planète Baz
12. La Force lumière
13. La Sorcière de la galaxie
14. La Réunion des génies
15. Les Hors-la-loi de l'espace
16. Une histoire d'honneur
17. Le Signal de détresse
18. Une jeune chanteuse
19. Double tromperie
20. Le Somnambule
21. La Galaxie gelée
22. La Nouvelle invention d'Audric
23. Un plan machiavélique
24. Les Chasseurs de primes
25. Les Enfants de Solarus II
26. La Vie sous-marine
27. La Fleur maudite
28. Les Faiseurs de mirages
29. L'Arbre magique
30. L'Ordinateur de la planète Logos
31. Disparition d'une civilisation
32. Le Pays du rêve
33. Diviser pour mieux régner
34. Zorg, agent double
35. Oon, valeureuse escorte
36. La Pierre de la liberté (1)
37. La Pierre de la liberté (2)
38. La Pierre de la liberté (3)
39. La Pierre de la liberté (4)
40. La Pierre de la liberté (5)
41. L'Ombre métallique
42. La Planète des jouets
43. L'Enlèvement d'un savant
44. La Source
45. Le Voyage final
46. La Lune bleue
47. Le Jardinier
48. Les Vignes de la folie
49. Le Carillon de Sharpis
50. Le Manuscrit mauve
51. Recherche occulte
52. Voleur de l'espace
53. La Trahison interne
54. L'Oracle
55. Le Raid
56. Le Vase de Xiang
57. À la chasse
58. Voyage intergalactique
59. Les Chevaux de Sandine
60. Retour dans le passé
61. Des difficultés inattendues
62. Le Royaume céleste
63. Les Esclaves d'Aldebaran
64. Le Joueur de la galaxie
65. La Planète encerclée

## Autour de la série

### Inspiration et succès
Jayce et les Conquérants de la lumière est une série animée créée à la demande de la société Mattel pour promouvoir la vente de jouets déjà commercialisés, les Wheeled warriors.
En France, la série a connu un immense succès lors de sa diffusion. Le merchandising a suivi : textile, articles scolaires, revues, VHS, livres de la Bibliothèque Rose, etc.
Aux États-Unis, le succès fut plus mitigé. La vente des jouets n'atteignant pas les objectifs de Mattel, DIC ne produisit pas de seconde saison. Le 65e épisode laisse donc l'histoire en suspens car Jayce n'a pas encore retrouvé son père, ni éliminé les Monstroplantes.

### Animation
Coproduction canado-française entre DiC Audiovisuel et ICC TV Productions, Ltd., la série a été animée par les studios japonais Sunrise, Shaft, Studio Giants, Studio Look et Swan Production (KKDIC).

### Générique et musiques
Le générique français de la série, interprété par Nick Carr et produit par Haim Saban, s'est même retrouvé classé pendant 10 semaines au Top 50 en 1986, avec un pic à la 29e place la semaine du 14 avril.
La voix off au début la chanson du générique est celle du réalisateur Jean Chalopin.
Les différentes musiques de fond qui illustrent la série, communément appelées OST (Original soundtrack), ont été produites par Haim Saban mais, contrairement aux séries Ulysse 31 ou Inspecteur Gadget, elles n'ont jamais été éditées lors de la diffusion originelle de la série. Il faudra attendre 35 ans pour qu'un CD et un vinyle regroupant le générique français et une grande partie de ces musiques d'ambiance, ainsi que le thème de fin américain "Keep on Rolling" chanté par Noam Kaniel, soient édités après un financement participatif lancé en juillet 2020,,

## Éditions vidéo
Au début des années 2000, la série est intégralement éditée en coffrets VHS puis DVD par la société IDP.
- Jayce et les Conquérants de la lumière - Coffret DVD 1 (octobre 2002)
- Jayce et les Conquérants de la lumière - Coffret DVD 2 (février 2003)
- Jayce et les Conquérants de la lumière - Coffret DVD 1 (2014)[13]
- Jayce et les Conquérants de la lumière - Coffret DVD 2 (2014)[14]
- Jayce et les Conquérants de la lumière - Coffret intégrale collector (décembre 2018)[15]

## Produit dérivé
Une bande dessinée de treize pages, dérivée de la série et non créditée, a été publiée dans le no 922 du magazine Pif Gadget (première série) : l'histoire met en scène de nouveaux personnages (comme Algora, une sorcière alliée de Diskor) et se termine sur un cliffhanger non résolu, la suite n'ayant jamais été publiée dans Pif Gadget.
En revanche, cette BD est également publiée en plusieurs épisodes, sous le titre Le Sortilège d'Algora (incluant la suite inédite) dans le supplément Poche Junior du magazine Télé Poche, dans l'ordre suivant : Poche Junior no 1 (mai 1987), Poche Junior no 2 (mai 1987), Poche Junior no 17 (août 1987), Poche Junior no 23 (octobre 1987) et Poche Junior no 25 (octobre 1987).